# Sociedad Boliviana de Autores y Compositores de Música
La Sociedad Boliviana de Autores y Compositores de Música (SOBODAYCOM) è un'organizzazione non governativa non a scopo di lucro che si occupa di tutelare l'industria musicale della Bolivia e i musicisti, interpreti, autori e compositori che ne fanno parte.